# Kwaron (Papar)
Kwaron is een bestuurslaag in het regentschap Kediri van de provincie Oost-Java, Indonesië. Kwaron telt 810 inwoners (volkstelling 2010).